# Denkmal der Russlanddeutschen Opfer
Das Denkmal der Russlanddeutschen Opfer (russisch Российским немцам — жертвам репрессий в СССР) ist ein den russlanddeutschen Opfern der UdSSR gewidmetes Denkmal im russischen Engels, dem ehemaligen Verwaltungssitz der autonomen Wolgadeutschen Republik.

## Beschreibung
Das vom örtlichen Bildhauer Alexander Sadovsky geschaffene Denkmal stellt zwei Figuren dar, einen Erwachsenen und einen jungen Mann, wobei eine schwarze vertikale Fläche die Grenze zwischen dem Leben vor und nach der Deportation symbolisiert.
Auf der linken Seite des Denkmals ist auf Deutsch ein Zitat von Johann Wolfgang von Goethe angebracht: „Kein Wesen kann zu nichts zerfallen.\\ Das Ew’ge regt sich fort in allen,\\ Am Sein erhalte Dich beglückt! Das Sein ist ewig…“, rechts davon die russische Übersetzung.
Auf der Vorderseite des Sockels des Denkmals steht ein Zitat aus dem Archipel Gulag von Alexander Solschenizyn: „Wie einst auf dem von Kaiserin Katharina geschenkten fruchtbringenden Land, so setzten sie sich jetzt auf dem von Stalin zugewiesenen kargen Boden fest, widmeten sich ihm, als wär’s nunmehr für alle Zeit ihr eigen. Nicht bis zur ersten Amnestie richteten sie sich darauf ein, nicht bis zur ersten Zarengnade, sondern – für immer 1941 blank und nackend ausgesiedelt, jedoch umsichtig und unermüdlich, ließen die Deutschen den Mut nicht sinken und schickten sich an, ebenso ordentlich und vernünftig zu werken. Wo liegt auf Erden jene Wüste, die die Deutschen nicht in blühendes Land zu verwandeln verstünden? Nicht umsonst hieß es im früheren Russland: Der Deutsche ist wie’n Weidenbaum. Wo du ihn hinstreckst, schlägt er Wurzeln.“
Die Inschrift der Stele ist: Den Russlanddeutschen – Opfer von Repressionen (1920–1930), Deportation (1941) nach Sibirien und Kasachstan, die an den Fronten des Großen Vaterländischen Krieges, in Arbeitslagern (1941–1945) und im Exil (1945–1955) starben.
Weiterhin findet sich ein Zitat des wolgadeutschen Schriftstellers Viktor Schnittke: „Ich kenne diesen Baum von Kindheit auf, bloß fehlt sein Name mir. Mir fehlen viele Namen.\\ Unzählig viele Namen sind’s, die mir abhanden kamen \\ In meines Lebens wirrenvollem Lauf,\\ Und viele wußt ich nie …“

## Rezeption
Das Denkmal wurde zum 70. Jahrestag der Deportation eingeweiht.
Die Eröffnung des Denkmals löste öffentliche Debatten und Proteststimmungen sowohl bei Persönlichkeiten des öffentlichen Lebens als auch bei politischen Kräften aus. Gegner des Denkmals störten sich an der Implikation der Inschrift, dass diejenigen, die während des Deutsch-Sowjetischen Kriegs, des „Großen Vaterländischen Krieges“ starben, Opfer der sowjetischen Repressionen waren.
Vertreter der Öffentlichkeit empfahlen, den Satz mit Ausnahme des Wortes „Repression“ zu redigieren, und nur das Wort „Deportation“ beizubehalten. Die ursprüngliche Inschrift wurde aber schließlich beibehalten, weil der Gestalter des Denkmals sich aufgrund der engen Fristen für die Eröffnung des Denkmals weigerte, Änderungen vorzunehmen.